# Карпоки
Карпоки (укр. Карпоки) — село в Козелецком районе Черниговской области Украины. Население 150 человек. Занимает площадь 0,878 км².
Находится в 76 км на юг от Чернигова и в 50 км на север от Киева.
Код КОАТУУ: 7422089302. Почтовый индекс: 17081. Телефонный код: +380 4646.

## Власть
Орган местного самоуправления — Сыраевский сельский совет. Почтовый адрес: 17081, Черниговская обл., Козелецкий р-н, с. Сыраи, ул. Киевская, 44.